# Sieben Wunder der Ukraine

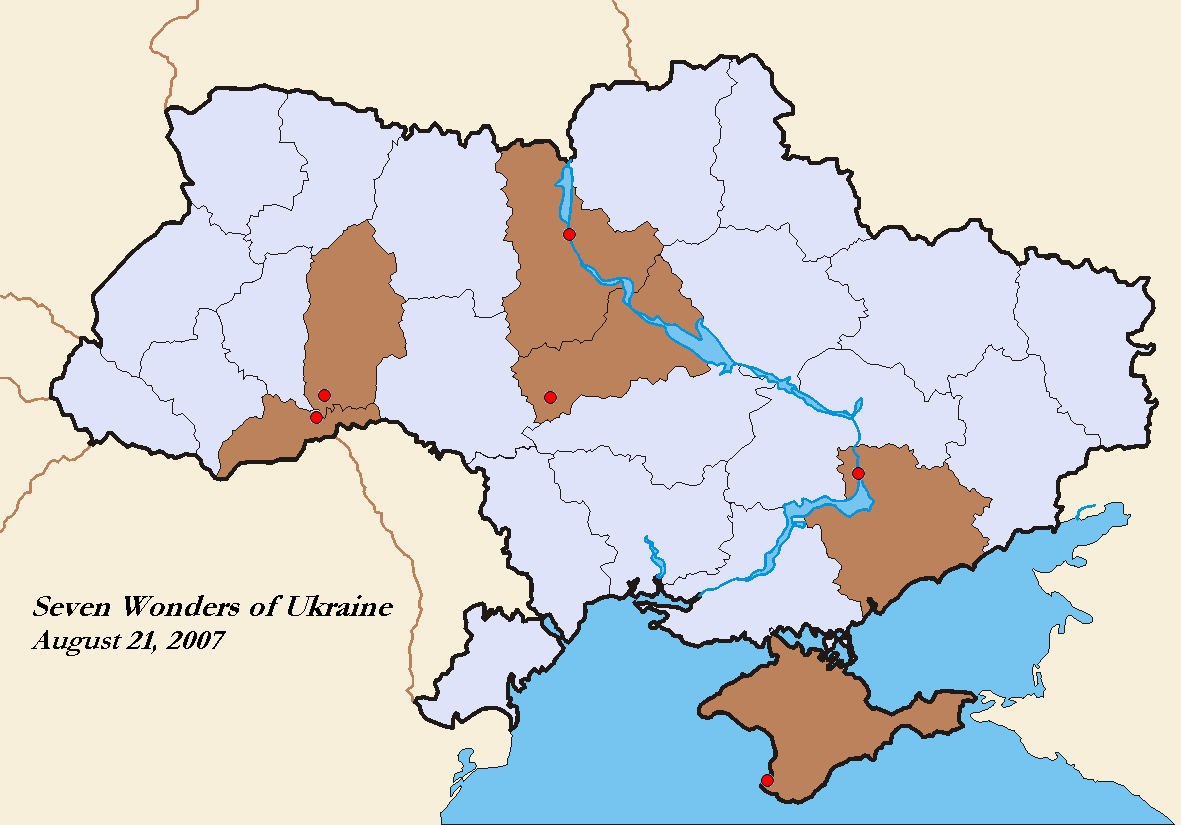
Standorte der Sieben Wunder der Ukraine

Die Sieben Wunder der Ukraine (ukrainisch Сім чудес України) sind eine Auswahl von sieben historisch und kulturell bedeutsamen Baudenkmälern in der Ukraine, die bei einem Wettbewerb im Juli 2007 ausgewählt wurden. Es war der erste Wettbewerb dieser Art. Darauf folgend wurden die Sieben Naturwunder der Ukraine, die sieben wundervollen Wege der Ukraine und die sieben wundervollen Schlösser der Ukraine ausgewählt. Alle nominierten Orte stehen unter Denkmalschutz mindestens auf regionaler Ebene und können touristisch genutzt werden.
Nach einer Vorauswahl durch die zuständigen Behörden erfolgte eine Verkleinerung der Kandidatenliste durch ein Expertengremium. An der endgültigen Auswahl konnte jeder im Internet teilnehmen.

## Geschichte
Die Initiative zur Auswahl ging von Mykola Tomenko, einem der stellvertretenden Vorsitzenden der Werchowna Rada aus, der sie unter dem Motto Piznai Ukrainu! (dt. Entdecke die Ukraine) startete. Vorangegangen waren ähnliche Wettbewerbe, die alle regional begrenzt ausgetragen wurden.
2008 wurden die Seven Natural Wonders of Ukraine nach demselben Modus ausgewählt. Auch hier war die Initiative von Mykola Tomenko ausgegangen.

## Auswahl
Eine Vorauswahl wurde von lokalen und regionalen Behörden getroffen, die eine Liste mit 1000 möglichen Kandidaten vorschlugen. Ein Expertengremium mit 100 Mitgliedern, darunter Kulturwissenschaftler, Historiker und Tourismusfachleute, erstellte daraus eine Liste mit 21 Vorschlägen, aus denen im Internet ausgewählt werden konnte.
Mitglieder des Expertengremiums waren unter anderem:
- Andriy Pakhlya, Leiter des staatlichen Dienstes für Tourismus und Ferienorte
- Oleksandr Volkov, Abgeordneter der fünften Werchowna Rada
- Oleksandr Bryhynets, Kommunalpolitiker aus Kiew
- Yuri Artymenko, Abgeordneter der fünften Werchowna Rada
- Volodymyr Kurinny, Abgeordneter der fünften Werchowna Rada
- Volodymyr Ilchenko, Chefredakteur der Zeitschrift „Mandry“
- Oleksandr Bohutsky, Direktor des ukrainischen Fernsehsenders ICTV
- Viktor Kolesnyk, Dekan der historischen Abteilung der Nationalen Taras-Schewtschenko-Universität Kiew
- Ihor Pasichnyk, Rektor der Nationaluniversität Ostroger Akademie
- Nataliya Sumska, Schauspielerin
- Anzhelika Rudnytska, Schauspielerin
- Wolodymyr Schewtschenko, Rektor der Nationalen Universität Donezk
- Oleksandr Kharchenko, Chefredakteur der Informationsagentur UNIAN

Die öffentliche Internetwahl begann am 7. Juli 2007. Ungefähr 77.000 Internetnutzer gaben Stimmen ab. Am 21. August 2007 endete die Abstimmung und am selben Tag wurde das Ergebnis bekanntgegeben.

## Liste
| # | Name                 | Location                               | Image          |
| - | -------------------- | -------------------------------------- | -------------- |
| 1 | Sofijiwka-Park       | Uman, Oblast Tscherkassy               | weitere Bilder |
| 2 | Kiewer Höhlenkloster | Kiew                                   | weitere Bilder |
| 3 | Kamjanez-Podilskyj   | Kamjanez-Podilskyj, Oblast Chmelnyzkyj | weitere Bilder |
| 4 | Chortyzja            | Saporischschja, Oblast Saporischschja  | weitere Bilder |
| 5 | Chersones            | Sewastopol                             | weitere Bilder |
| 6 | Sophienkathedrale    | Kiew                                   | weitere Bilder |
| 7 | Festung Chotyn       | Chotyn, Oblast Tscherniwzi             | weitere Bilder |